# Споменик хајдук Вељку Петровићу
Споменик хајдук Вељку Петровићу у Неготину, у склопу такозване Влашке махале, у данашњој Хајдук Вељковој улици, на кобишничком путу, подигнут је 18. јула 1892. године, под заштитом је државе и представља непокретно културно добро као споменик културе. 

## Историјат
На месту садашњег споменика, налазио се један од пет шанаца подигнутих за одбрану Неготина од Турака 1813. године познат Ка Абрамов шанац. У изворима се наводи да је Хајдук Вељко ту погинуо 18. јула 1813. године обилазећи устанике.

## Изглед
Споменик је рађен по пројекту београдског архитекте Јована Илкића, израђен је од црвеног лепеничког мермера, висине 4,5 метара. Споменик је, заправо, изграђен од једне врсте гранита који се може нађи на простору између Плавне, Танде и Црнајке, у различитим нијансама боја, али не тако чврст и постојан као прави мермер.
Пирамидалног је облика са квадратним постољем, на чијим странама стоје записи са посветом у стиховима песника Драгомира Брзака и Љубе Ненадовића, а испод попрсја речи Хајдук Вељкове: "Главу дајем, Крајину не дајем!".
На предњој страни је посвета:
| „ | „Хајдук Вељку Петровићу, српском вођи рођеном у Леновцу 1780. године, а славно погинулом на овом месту 18. јула 1813. године. Благородно Српство, 1892. | ” |

На источној страни су Ненадовићеви стихови:
| „ | „Држите се! То си завештао,Српском роду кад си славно пао; Твој нам пример као сунце сјаје; Држаћемо с докле једног траје! | ” |

Брзакови стихови су са западне стране и они гласе:
| „ | На овом месту пуном свежости; У дивној лучи рајске светлости; Озарен сунцем бога вечности. Овде! Та овде! Вељко је пао; Витешку душу за народ дао! | ” |

Порука захвалности стиховима Љубомира П. Ненадовића исписана је на северној страни:
| „ | „Слава свима онима који су се трудили за Српство; А хвала свима онима који признају њихове заслуге! | ” |

На споменику се налази и рељеф са попрсјем Хајдух Вељка рад је вајара Ђорђа Јовановића, изливено у Монцовој радионици у Паризу.
Споменик је ограђен ланцем преко четири пирамидаста стуба са гвозденом куглом на врху, симболом одбране Неготина. Подигнут је прилозима грађана, а највише од средстава која је Општина Неготин приложила Одбору за подизање споменика.
Споменик је у време када је подигнут био први споменик у јавном простору. На свечаном отварању 19. јула 1892. ђенералштабни пуковник Димитрије Ђурић, министар војни, који је у име краља Александра Обреновића присуствовао церемонијалу свечаног откривања споменика рекао је, том приликом:
| „ | „Нема за нас веће и светије дужности, но што је ми данас у овом часу вршимо. Народ, који поштује своје заслужне људе, вазда ће их и убудуће имати. Народ, који заборавља заслуге својих великих људи, неће их убудуће имати, не заслужује их. Нека је слава врлим Неготинцима, што су покренули и остварили мисао о данашњој свечаности. | ” |

Церемонијал свечаног откривања споменика увеличало је и Београдско певачко друштво са својим хоровођом, Неготинцем, Стеваном Стојановићем Мокрањцем, које је, том приликом, премијерно извело Мокрањчеву Шесту руковет, посвећену Хајдук Вељку.